# Michael Dawson (céiste)
Pour les articles homonymes, voir Michael Dawson et Dawson.
Michael Dawson (né le 15 octobre 1986 à Tauranga en Nouvelle-Zélande) est un céiste néo-zélandais. Il participe à deux Jeux olympiques et aux Championnats du monde de slalom de canoë-kayak,.
En 2010 et en 2012, il termine premier dans la compétition de course d'eaux vives extrêmes de la Green River (en) en Caroline du Nord au États-Unis,.

## Jeux olympiques
- Jeux olympiques d'été de 2012 à Londres  Royaume-Uni
  - 15e position au K1 slalom hommes[5].

- Jeux olympiques d'été de 2016 à Rio de Janeiro  Brésil
  - 10e position au K1 homme (slalom).

## Championnats du monde
- Championnats du monde de slalom de canoë-kayak 2009 (en)
  -  3e au K1 sur la rivière Mangahao  Nouvelle-Zélande

- Championnats du monde de slalom de canoë-kayak 2017 au Stade d’eaux vives Pau Béarn Pyrénées de Pau  France
  -  3e position en Extreme K1

- Coupe du monde de slalom de canoë-kayak 2018
  -  2e au Extreme K1 à Liptovský Mikuláš  Slovaquie
  -  2e au Extreme K1 à Cracovie  Pologne